# Estadio Central Nisporeni
El Estadio Central Nisporeni (en rumano: Stadionul Central Nisporeni) es un estadio de fútbol de Moldavia construido en 2021. Tiene su sede en la ciudad de Nisporeni. Se utiliza para partidos de fútbol y es el estadio local del Spartanii Sportul de la Superliga de Moldavia. En 2022 fue sede de la final de la Copa de Moldavia.
En 2015 se anunció que se construiría otro estadio con el apoyo de la Federación Moldava de Fútbol. La construcción comenzó en 2017 y tuvo un coste de 80 millones de Lei.
En 2022, el recinto fue sede de la final de la Copa de Moldavia 2021-22. El Sheriff Tiraspol ganó el título por undécima vez.

## Galeria

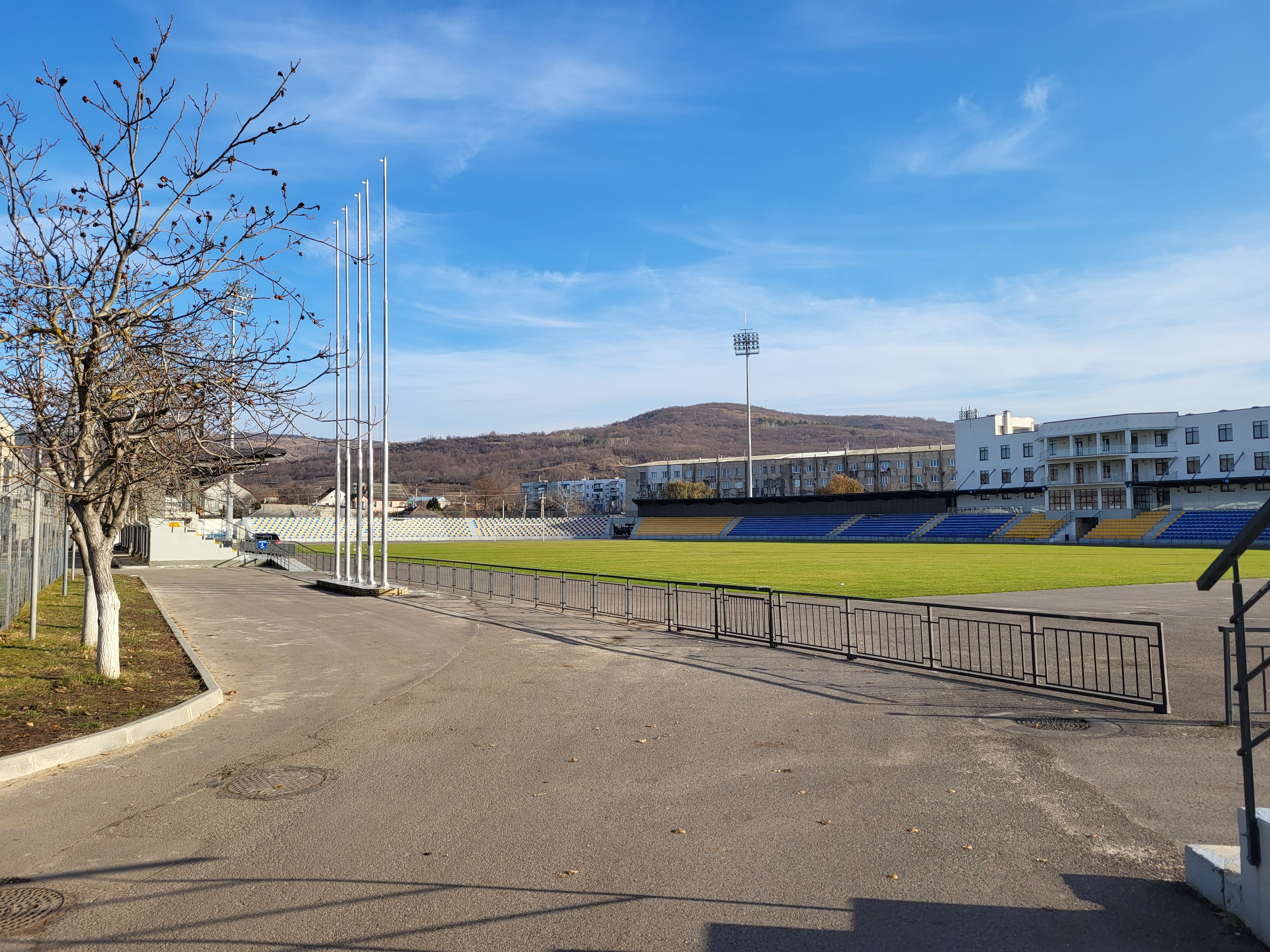
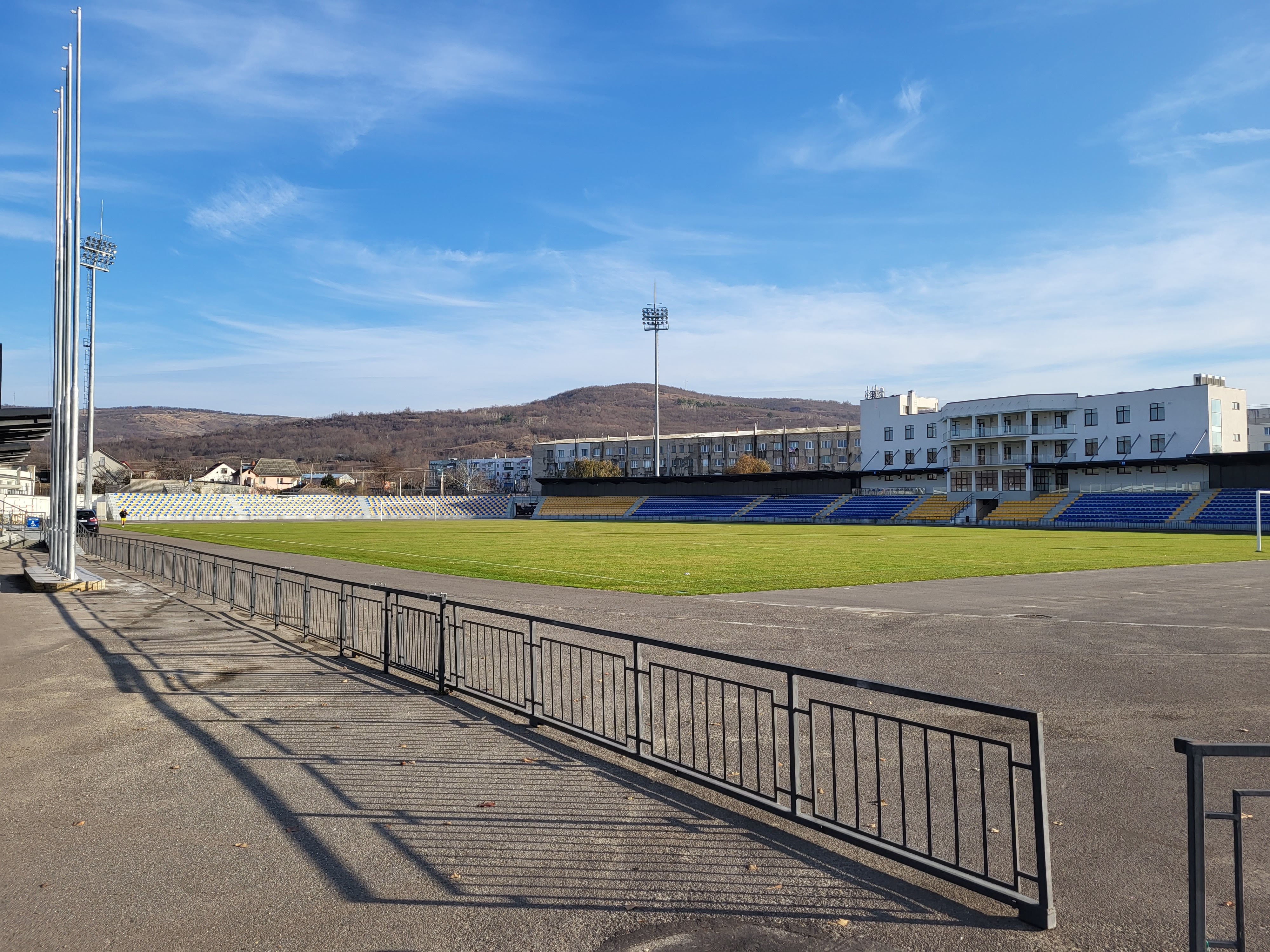
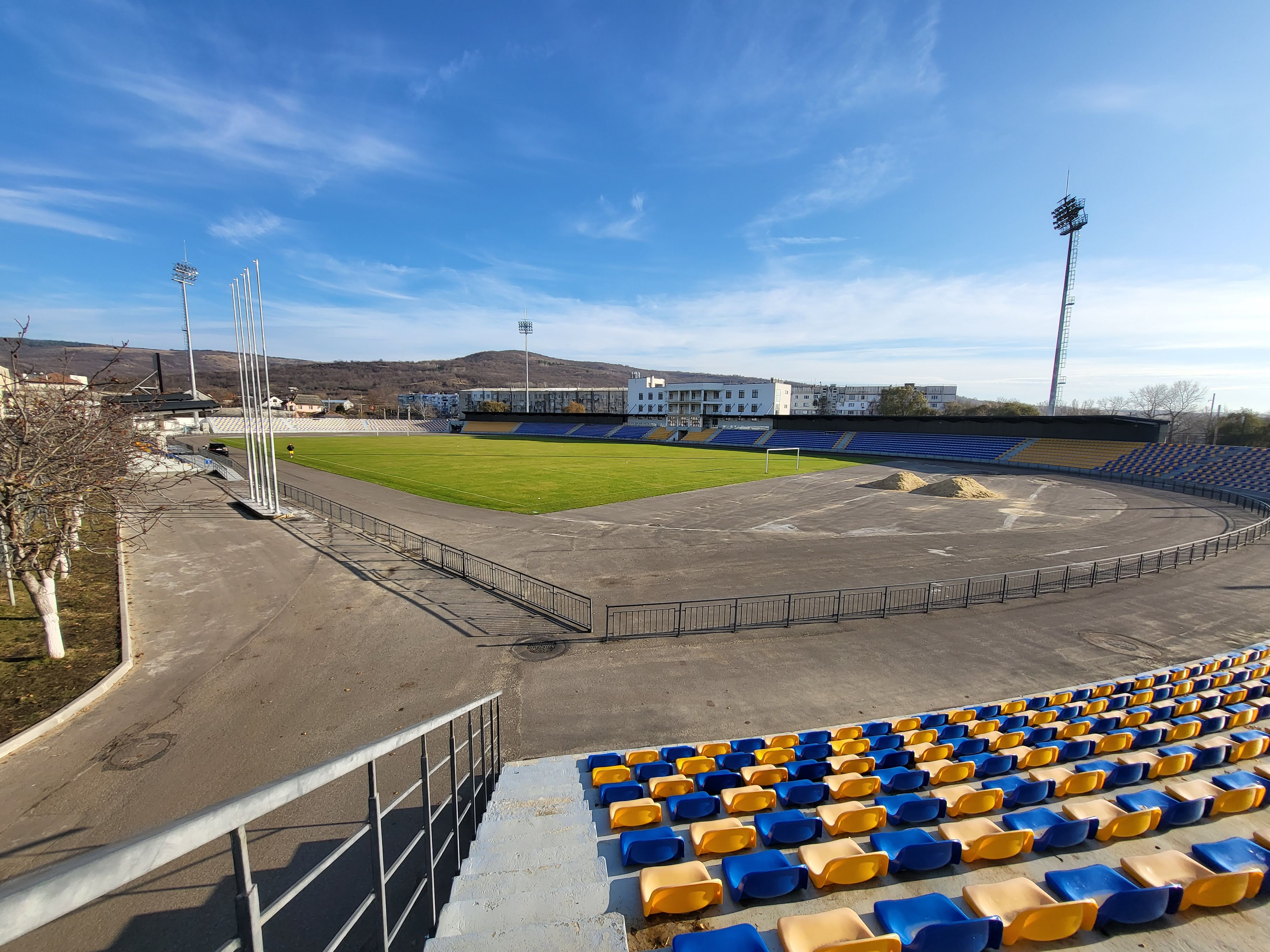
La vista desde la fila superior
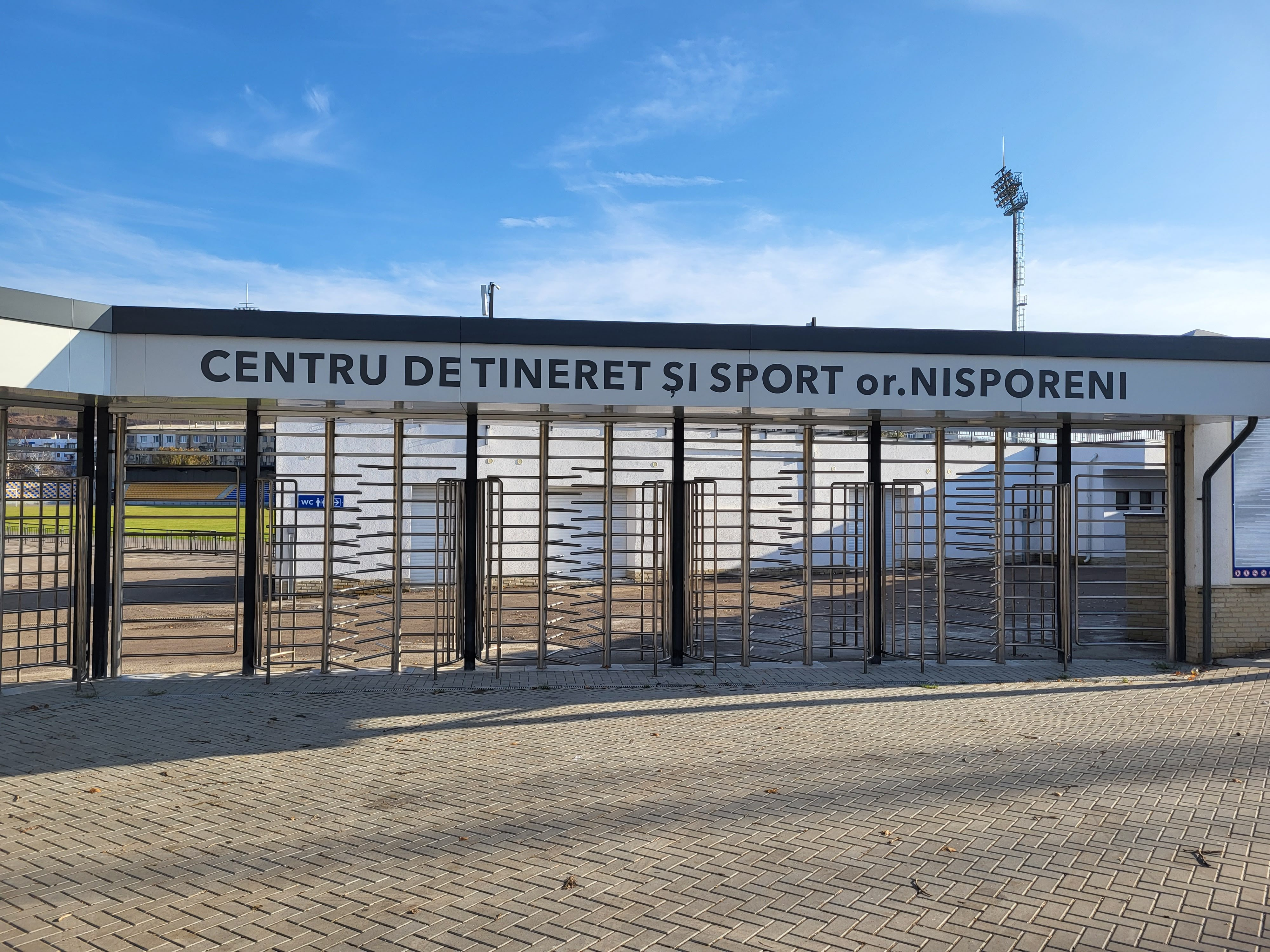
La entrada
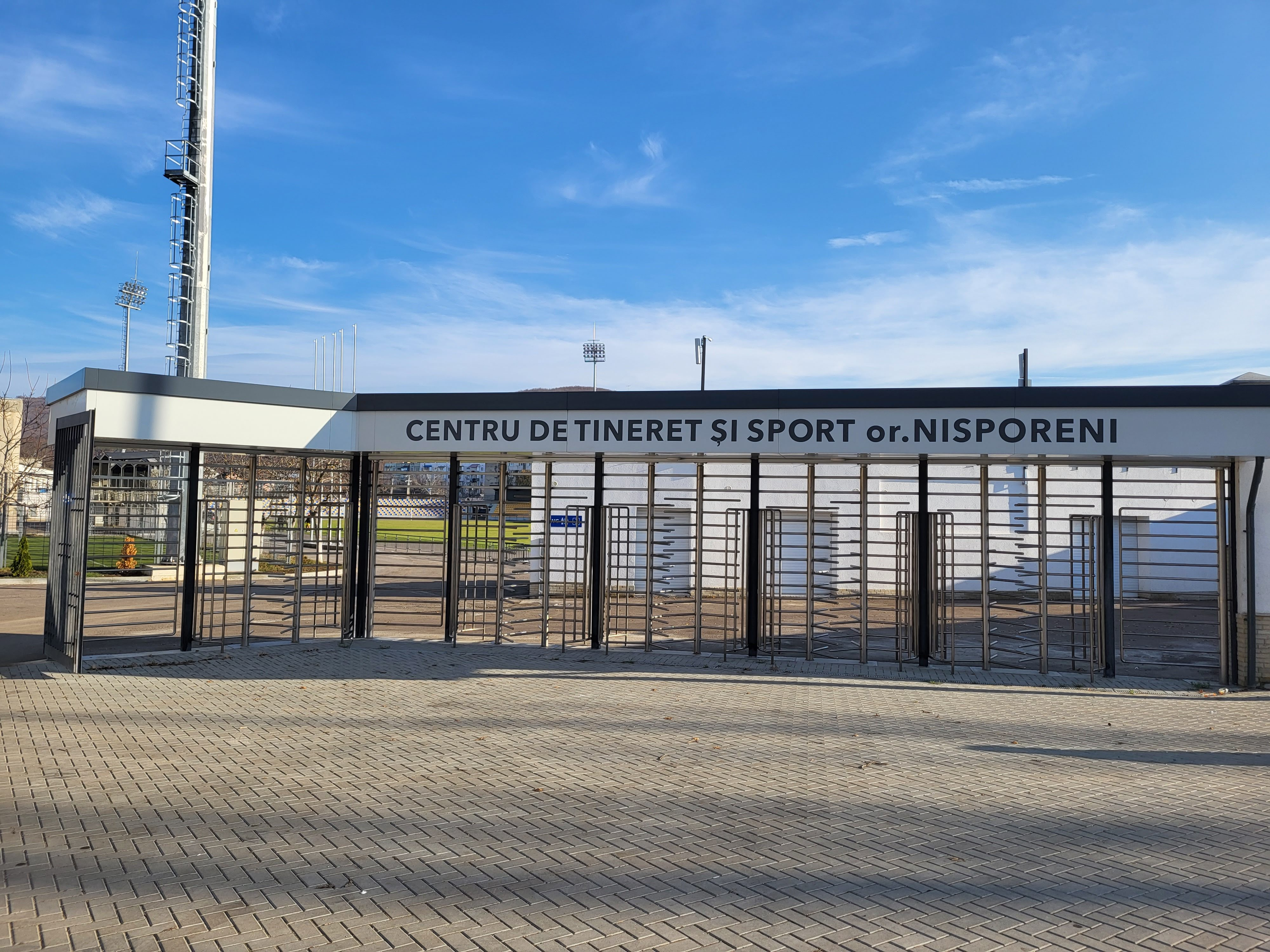
La entrada